# Alfredo
Alfredo  è un nome proprio di persona italiano maschile.

## Varianti
- Maschili:
  - Alterati: Alfredino[4]
  - Ipocoristici: Fredo[2]
- Femminili: Alfreda[4], Alfrida[4], Alfrede[4]
  - Alterati: Alfredina[4]
  - Ipocoristici: Frida

### Varianti in altre lingue
- Basco: Alperda[5]
  - Femminili: Alperde[5]
- Catalano: Alfred[5]
  - Femminili: Alfreda[5]
- Ceco: Alfréd[2]
- Danese: Alfred[2]
- Francese: Alfred[2][3]
- Inglese: Alfred[2][3][6]
  - Ipocoristici: Alfie[2][3], Alf[2][3]
  - Femminili: Alfreda[2][3]
  - Ipocoristici femminili: Freda[2]
- Inglese antico: Ælfræd[2][3]
- Islandese: Alfreð
- Latino: Alfredus[7]
- Lituano: Alfredas[2]
- Norvegese: Alfred[2]
- Olandese: Alfred[2]
- Polacco: Alfred[2]
  - Femminili: Alfreda[2]
- Portoghese: Alfredo[2][3]
- Slovacco: Alfréd[2]
- Spagnolo: Alfredo[2][3][5]
  - Femminili: Alfreda[5]
- Svedese: Alfred[2]
- Tedesco: Alfred[2]
  - Ipocoristici: Fred[2]
  - Femminili: Alfreda[2]
- Ungherese: Alfréd[2]

## Origine e diffusione

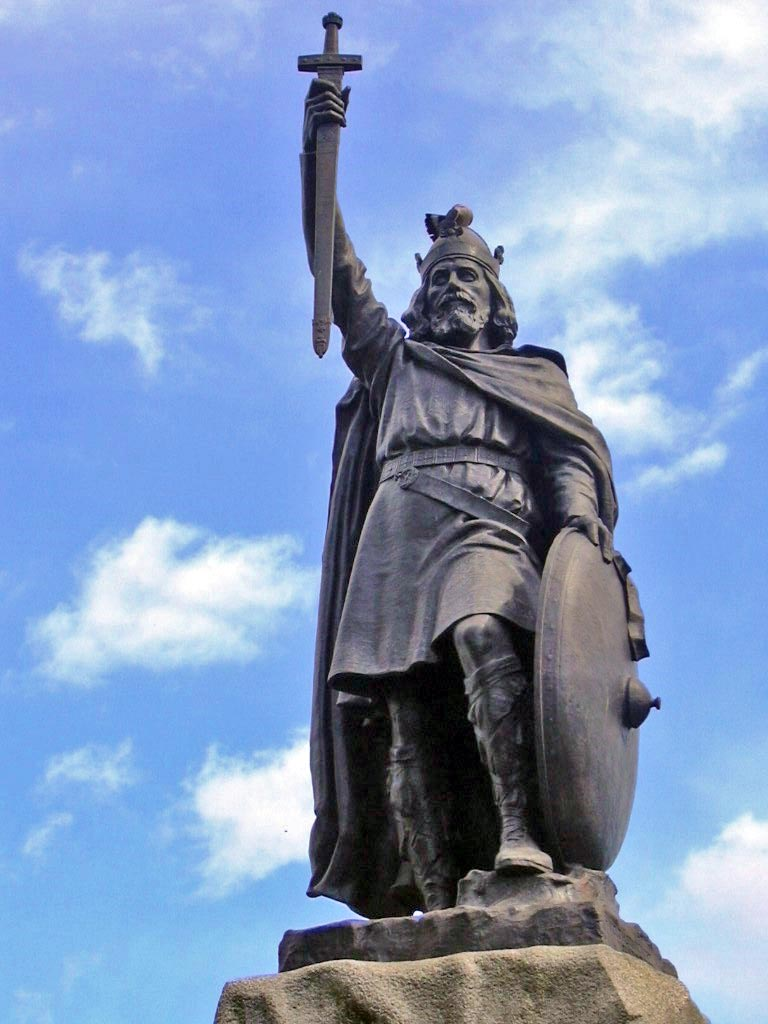
Statua di Alfredo il Grande, re del Wessex, a Winchester

Il nome ha origini anglosassoni riconducibili a tre diverse etimologie, ossia a nomi differenti ma dal suono simile, che col tempo sono confluiti in uno unico. Il più noto di questi nomi è Ælfræd, composto da ælf ("elfo", da cui anche Elfrida, Elfleda e Alberico) e ræd ("consiglio", da cui anche Etelredo), interpretabile come "consiglio degli elfi". Il secondo è Ælfriþ, composto da all ("tutto") e friþ (o frith, "pace"), quindi "tutta pace". Il terzo è Ealdfrith, formato da eald ("anziano", "saggio") e frith (o frith, "pace"), quindi "pace antica", "pace duratura" o anche "saggio nella pace".
Il nome venne portato da molte illustri figure della storia inglese, fra cui Alfredo il Grande, la cui fama ne assicurò la sopravvivenza in Inghilterra anche dopo la conquista normanna, allorché molti antichi nomi inglesi furono rimpiazzati da quelli normanni. Durante il Medioevo il suo usò calò senza però cessare: in quel periodo, comunque, oltre ad essere documentato anche un uso di Alfred come nome femminile, sono attestate anche molte forme vernacolari, come i maschili Auvery, Alvery e il femminile Albreda. Nel Settecento il nome Alfred venne riportato in voga, seguito dal femminile Alfreda nell'Ottocento.
Per quanto riguarda l'Italia, va innanzitutto premesso che nomi analoghi a quelli anglosassoni, ma di derivazione germanica continentale, erano già attestati fin dall'VIII secolo in epoca longobarda (con un'etimologia identica a quella dell'Ealdfrith sopra citato, oppure riconducibile ad Adalfredo). Tuttavia questi nomi finirono per sparire senza lasciare traccia, e Alfredo venne reimportato dalla Francia (che l'aveva a sua volta tratto dalla Gran Bretagna) tra Settecento e Ottocento, risultando quindi essere un'introduzione relativamente recente; l'uso del nome venne poi ulteriormente promosso nel tardo Ottocento dal successo dell'opera di Giuseppe Verdi La traviata, in cui Alfredo Germont è il protagonista maschile. Negli anni settanta, in Italia, si contavano del nome oltre centosessantamila occorrenze, ben distribuite su tutto il territorio nazionale, a cui andavano ad aggiungersi circa tremila occorrenze dei femminili, circoscritte al Nord e al Centro e specialmente alle provincie di Lucca e Livorno.

## Onomastico
L'onomastico si festeggia solitamente il 15 agosto, in onore di sant'Alfredo (o Altfrido), vescovo di Hildesheim nel IX secolo (che molti calendari riportano, del tutto erroneamente, al 14 agosto). Si ricordano con questo nome anche alcuni altri santi, alle date seguenti:
- 2 agosto, santa Alfreda, figlia di Offa di Mercia, morta nella palude di Crowland nell'834[8]
- 26 ottobre, sant'Alfredo il Grande, re del Wessex[5][8]

A questi si aggiungono anche numerosi beati, fra i quali:
- 7 febbraio, beato Alfredo Cremonesi, missionario del PIME, martirizzato in Birmania[8]
- 30 agosto, beato Alfredo Ildefonso Schuster, cardinale di Milano[8]
- 4 ottobre, beato Alfredo Pellicer Muñoz, religioso francescano, martire a Pedrera-Gandia[8]
- 18 ottobre, beato Alfredo Almunia López-Teruel, sacerdote, ucciso presso Antas, uno dei martiri della guerra civile spagnola
- 27 dicembre, beato Alfredo Parte, religioso scolopio, martire a Santander[8]

## Persone
- Alfredo il Grande, re del Wessex

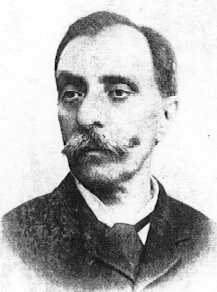
Alfredo Baccarini

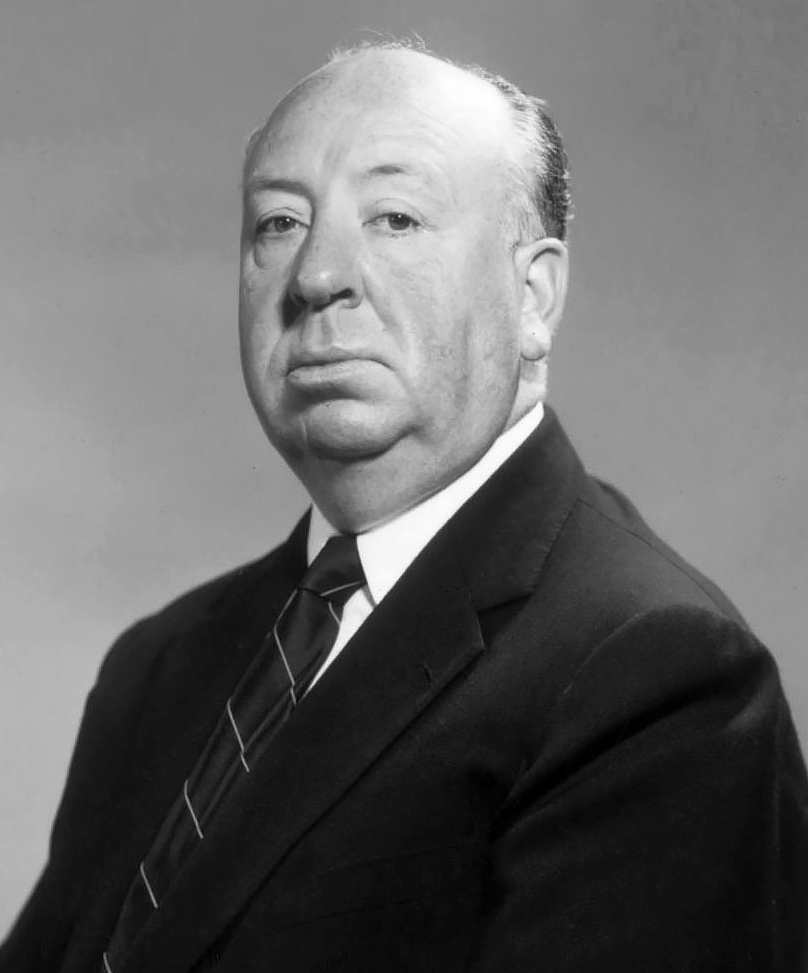
Alfred Hitchcock

- Alfredo Baccarini, ingegnere e politico italiano
- Alfredo Binda, ciclista su strada e pistard italiano
- Alfredo Casella, compositore, pianista e direttore d'orchestra italiano
- Alfredo Castelli, fumettista italiano
- Alfredo Catalani, compositore italiano
- Alfredo d'Andrade, architetto, archeologo e pittore portoghese naturalizzato italiano
- Alfredo Di Stéfano, calciatore e allenatore di calcio argentino naturalizzato spagnolo
- Alfredo Oriani, scrittore, storico e poeta italiano
- Alfredo Ottaviani, cardinale italiano
- Alfredo Reichlin, politico e partigiano italiano
- Alfredo Rocco, politico e giurista italiano
- Alfredo Stroessner, politico e generale paraguaiano
- Alfredo Testoni, commediografo e poeta italiano

### Variante Alfred

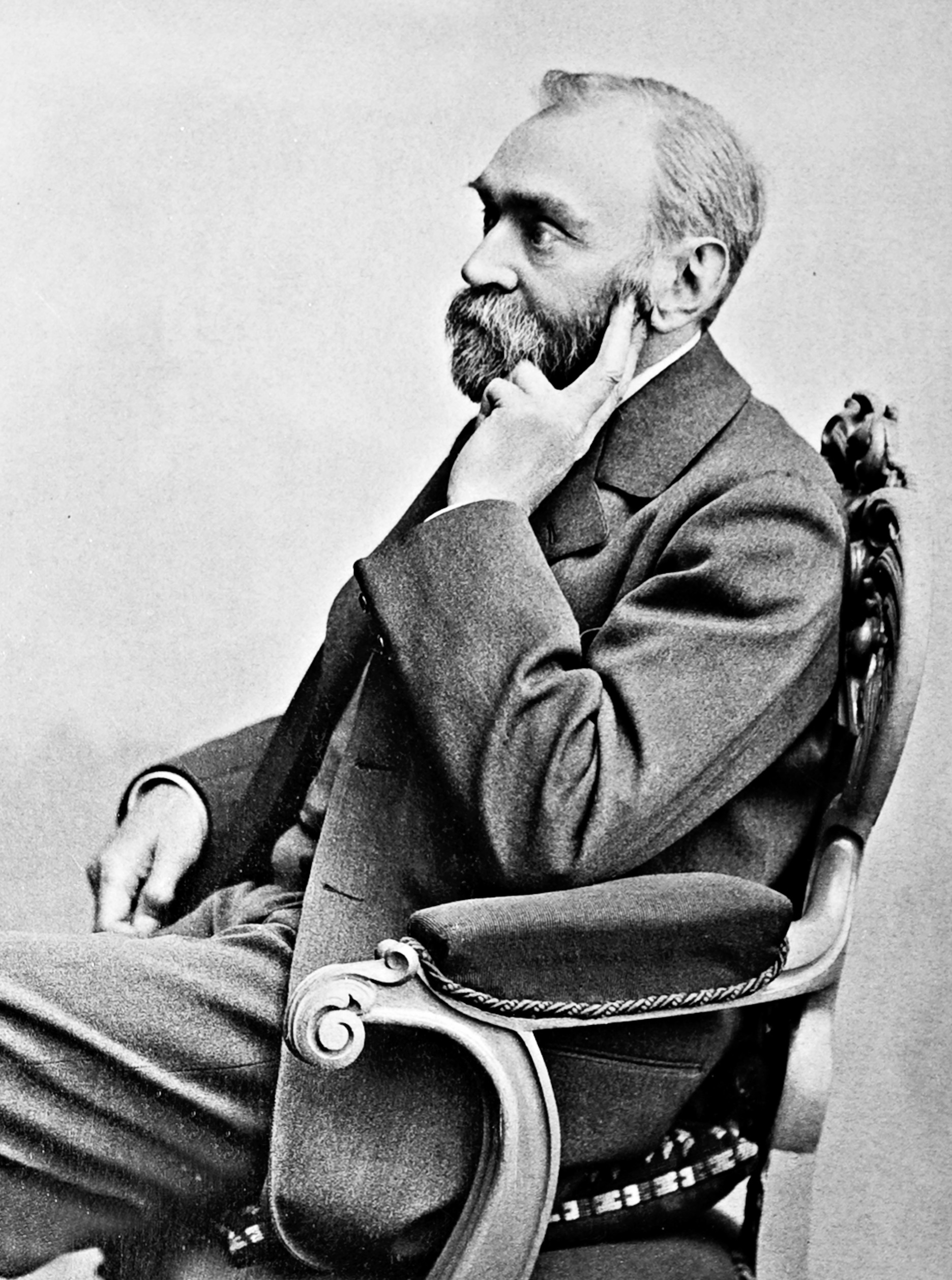
Alfred Nobel

- Alfred Adler, psichiatra, psicoanalista, psicologo e psicoterapeuta austriaco
- Alfred Bryan, cantautore e pacifista statunitense
- Alfred de Musset, poeta, scrittore e drammaturgo francese
- Alfred Döblin, scrittore e drammaturgo tedesco
- Alfred Dreyfus, militare francese
- Alfred Gomis, calciatore italiano
- Alfred Hitchcock, regista e produttore cinematografico britannico
- Alfred Kappelmacher, filologo classico austriaco
- Alfred Kinsey, biologo e sessuologo statunitense
- Alfred Molina, attore britannico naturalizzato statunitense
- Alfred Nobel, chimico, imprenditore e filantropo svedese
- Alfred Sisley, pittore francese

### Altre varianti maschili
- Alfredas Bumblauskas, storico e accademico lituano
- Alfreð Finnbogason, calciatore islandese
- Alfréd Haar, matematico ungherese
- Alfréd Hajós, nuotatore, architetto e calciatore ungherese
- Alferd Packer, assassino statunitense

### Variante femminile Alfreda
- Alfreda di Crowland, principessa e monaca britannica
- Alfreda Benge, paroliera, illustratrice e poetessa austriaca naturalizzata britannica
- Alfreda Markowska, attivista polacca

## Il nome nelle arti
- Alfredo è un personaggio delle serie Pokémon.
- Alfredo è uno dei protagonisti del romanzo di Valentina D'Urbano Il rumore dei tuoi passi.
- Alfredo Marigliano è un personaggio della commedia Questi fantasmi! di Eduardo De Filippo.
- Alfredo Amoroso è un personaggio della commedia Filumena Marturano di Eduardo De Filippo, nonché del film Matrimonio all'italiana che ne è stato tratto nel 1964 per la regia di Vittorio De Sica.
- Alfredo Sbisà è il protagonista del film del 1972 Alfredo, Alfredo, diretto da Pietro Germi.
- Alfredo Berlinghieri è il nome di due personaggi (nonno e nipote omonimi) del film del 1976 Novecento, diretto da Bernardo Bertolucci.
- Alfredo Colapietro è un personaggio del film del 1992 Parenti serpenti, diretto da Mario Monicelli.
- Alfredo Linguini è un personaggio del film del 2007 Ratatouille, diretto da Brad Bird e Jan Pinkava.
- Alfredo Di Marzi, detto "Er Cacciotta" è un personaggio del romanzo di Pier Paolo Pasolini Ragazzi di vita.
- Alfredo Germont è un personaggio dell'opera lirica di Giuseppe Verdi La traviata, e delle opere da esso derivate.
- Alfred Jodocus Kwak è il protagonista della serie animata Niente paura, c'è Alfred!.
- Alfred Delvecchio è un personaggio della serie televisiva Happy Days, in particolare dalla quarta alla nona stagione.
- Alfred Pennyworth è il maggiordomo di Bruce Wayne nei vari media della seria di Batman.
- Alfredo è il titolo di una canzone dei Baustelle.
- Baciami Alfredo è il titolo di una canzone del Banco del Mutuo Soccorso.
- Colpa di Alfredo è il titolo di una canzone di Vasco Rossi.
- Il cucciolo Alfredo è il titolo di una canzone di Lucio Dalla.
- Totò e Alfredo è il titolo di un brano di Ennio Morricone dal nome dei protagonisti di Nuovo Cinema Paradiso.
- Alfredo Storto è un personaggio del film del 2023 Il migliore dei mondi, diretto e interpretato da Maccio Capatonda.